# Danielle Brooks
Danielle Brooks (Augusta, Georgia, 17 de septiembre de 1989) es una actriz estadounidense, conocida por su papel como Tasha "Taystee" Jefferson en la serie Orange Is the New Black.

## Biografía
Nació en Augusta, Georgia, pero creció en Greenville, Carolina del Sur en el seno de una familia cristiana; su padre era diácono y su madre ministro. Comenzó en la actuación con seis años de edad, en una obra navideña que se representó en su iglesia. Para completar su educación secundaria, asistió al South Carolina Governor's School for the Arts & Humanities, una escuela de artes escénicas. Estudió teatro en la escuela Juilliard donde se graduó en el 2011.

## Carrera
Luego de graduarse de Juilliard, Brooks obtuvo roles en dos producciones teatrales: Servant of Two Masters y Blacken the Bubble. Abandonó ambas producciones en el 2013 para integrar el elenco de la serie Orange Is the New Black, producida por Netflix, con el personaje de Tasha "Taystee" Jefferson. Su personaje originalmente participaría por solo dos episodios, pero terminó siendo un personaje estable. La mejor amiga de Taystee en el programa es interpretada por Samira Wiley, con quien Brooks es amiga desde que estudiaban en Juilliard. Su actuación en Orange Is the New Black ha sido bien recibida por la crítica.
En septiembre del 2013, se anunció que participaría en un episodio de la serie de HBO, Girls.

## Vida personal
En julio de 2019 anunció su primer embarazo. En noviembre de ese mismo año dio a luz a una niña.

## Filmografía

### Cine
| Año  | Título                              | Rol                                      | Notas        |
| ---- | ----------------------------------- | ---------------------------------------- | ------------ |
| 2014 | Time Out of Mind                    | Recepcionista                            |              |
| 2015 | I Dream Too Much                    | Abbey                                    |              |
| 2015 | Phenomenal Woman, a Short Film      | Mujer                                    | Cortometraje |
| 2016 | Angry Birds: la película            | Olive Blue / Monica, la guardia de cruce | Voz          |
| 2018 | Sadie                               | Carla                                    |              |
| 2019 | Clemency                            | Evette Wilkinson                         |              |
| 2019 | The Day Shall Come                  | Venus                                    |              |
| 2019 | The Public's Much Ado About Nothing | Beatrice                                 |              |
| 2019 | All the Little Things We Kill       | Claire Soto                              |              |
| 2020 | Eat Wheaties!                       | Wendy                                    |              |
| 2023 | El color púrpura                    | Sofia                                    |              |
| 2025 | Una película de Minecraft           | Dawn                                     |              |

### Televisión
| Año       | Título                       | Rol                       | Notas                                     |
| --------- | ---------------------------- | ------------------------- | ----------------------------------------- |
| 2012      | Modern Love                  | Raimy                     | Película para televisión                  |
| 2013      | Black Girls Rock! 2013       | Ella misma                | Película para televisión                  |
| 2013–2019 | Orange Is the New Black      | Tasha "Taystee" Jefferson | Elenco principal                          |
| 2014      | Girls                        | Laura                     | Episodio: «Females Only»                  |
| 2015–2017 | Master of None               | Shannon                   | 3 episodios                               |
| 2016      | Lasso & Comet                | Comet (voz)               | Piloto                                    |
| 2017      | Rapunzel's Tangled Adventure | Ruthless Ruth (voz)       | Episodio: «The Wrath of Ruthless Ruth»    |
| 2017      | Lip Sync Battle              | Ella misma                | Episodio: «Danielle Brooks vs. Uzo Aduba» |
| 2018      | Project Runway All Stars     | Ella misma                | Episodio: «Damsels in Distress»           |
| 2018      | High Maintenance             | Regine                    | Episodio: «Namaste»                       |
| 2018      | Elena of Avalor              | Charica (voz)             | Episodio: «A Lava Story»                  |
| 2020      | Close Enough                 | Pearle Watson             | Rol recurrente; serie de HBO Max          |
| 2020      | Social Distance              | Imani                     |                                           |
| 2022      | Peacemaker                   | Leota Adebayo             | Rol principal; serie de HBO Max           |